# Douglas Hofstadter

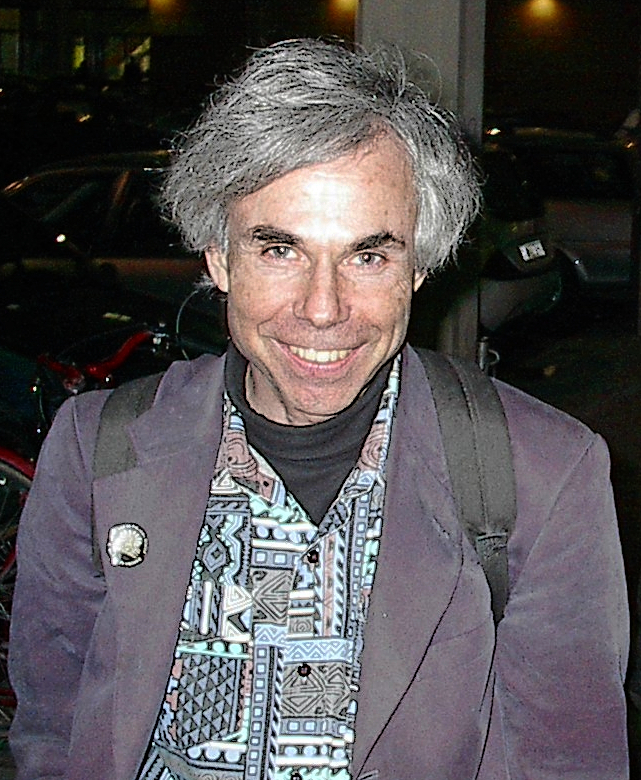
Douglas Hofstadter in 2002

Douglas Richard Hofstadter (New York, 15 februari 1945) is een 
hoogleraar in cognitieve wetenschappen aan Indiana University in Bloomington, (Verenigde Staten) en doceert daar aan meerdere faculteiten (Vergelijkende literatuur, Computerwetenschappen, Psychologie en Filosofie). Hij heeft een aantal publicaties op zijn naam, waarvan er enkele zeer bekend zijn geworden.

## Gödel, Escher, Bach
Hofstadters bekendste publicatie is Gödel, Escher, Bach: an Eternal Golden Braid (1979), dat in zeer vele talen vertaald werd en waarvan wereldwijd honderdduizenden exemplaren verkocht werden. Een boek van ruim 800 pagina's, waarvan hij zelf ooit heeft gezegd dat 1/10 van de mensen die het boek gekocht hebben eraan zijn begonnen; 1/10 van hen die eraan zijn begonnen hebben het uitgelezen; en 1/10 van hen die het hebben uitgelezen, hebben het begrepen. In het boek wordt op een ludieke maar daarom niet zomaar begrijpelijke manier uitgelegd wat de implicaties zijn van de onvolledigheidsstellingen van Gödel voor de wiskunde, het dagelijks leven en de kunstmatige intelligentie. Daarbij laat hij zich inspireren door de merkwaardige aspecten (regelmaat, formalismen die bij herhaling meer opleveren dan wat er schijnbaar staat) in de tekeningen van Escher - onder wordt boven, binnen wordt buiten - en in de muziek van Bach - die soms van wiskundige, soms van taalkundige schema's uitgaat bij het componeren. Voor veel lezers zal deze duiding van de inhoud overigens als een verrassing komen, het is een zeer rijk boek waarin vele ideeën aan de orde komen.
Voor dit boek kreeg Hofstadter in 1980 de Pulitzer-prijs.

## Ander werk
In 1981 publiceerden hij en Daniel Dennett een reader, "The Mind's I", met bijdragen van henzelf maar ook van o.a. Richard Dawkins en verhalen van Jorge Luis Borges over het brein en het zelfbewustzijn.
Over die thema's schreef hij jarenlang een column "Metamagical themas" voor het maandblad Scientific American. De bundeling daarvan verscheen in 1985 onder dezelfde titel.
Tussen de publicatie van "Ambigrammi" (1987) en "Fluid Concepts and Creative Analogies" (1995) overleed zijn vrouw aan wat hij zelf een ziekte met een 'disgusting name' noemt: glioblastoma multiforme, een vorm van hersentumor.
In 1997 verscheen van zijn hand "Le Ton beau de Marot", met als ondertitel "In Praise of the Music of Language", geschreven onder de werktitel "Rhapsody on a Theme by Clément Marot". Een onvertaalbaar werk, daar het opgebouwd is rond tientallen vertalingen van één enkel (Frans) gedicht van Clément Marot (1496-1544), hoofdzakelijk naar het Engels.
In 2013 verscheen een werk waarin hij dieper ingaat op de kern van het menselijk denken: "Analogie de kern van ons denken" (Atlas Contact).

## Familie
Douglas Hofstadter is een zoon van de Nobelprijswinnaar (natuurkunde) (1961) Robert Hofstadter.